# Список війн і битв за участю Галицько-Волинського князівства
Це список війн і битв за участю Галицько-Волинського князівства, також відомої як «Королівство Русь» чи «Рутенія».
      Перемога Галицько-Волинського князівства (та його союзників)
      Розгром Галицько-Волинського князівства (та його союзників)
      Ще один результат*.
*Наприклад, результат невідомий або нерішучий/неостаточний, результат внутрішнього конфлікту всередині Галицько-Волинської держави, «status quo ante bellum», або договір чи мир без чіткого результату.
| Дата             | Конфлікт | Боєць 1 | Боєць 2 | Результати |
| ---------------- | --- | --- | --- | --- |
| 1200—1204        | Київська криза правонаступництва | Роман Мстиславич | Рюрик Ростиславич | Непереконливо |
| 1202—1204        | Походи Романа Мстиславича на половців | Галицько-Волинське князівство | Половці | Українська перемога |
| 1205             | Похід Романа Мстиславича на Польщу - Битва під Завихостом | Галицько-Волинське князівство | Лешко I Білий | Перемога Лешка І Білого - Смерть Романа Мстиславича |
| 1206—1210        | Міжусобна війна на Русі 1206—1210 | - Чернігівське князівство - Турівське князівство - Половці - Рязанське князівство (до 1207) - Галицько-Волинське князівство (з 1206) - Переяславське князівство (з 1206) - Владимир-Суздаль (з 1209) | - Смоленське князівство - Новгородська республіка - Угорське королівство - Владимир-Суздаль (до 1209) - Рязанське князівство (з 1207) - Королівство Польське (з 1208) - Волинське князівство (з 1208) | Неоднозначні результати - Чернігівські Ольговичі захопили Київ і Галичину - Юрієвичі Суздальські захопили Рязань - Ростиславичі Смоленські захопили Новгород |
| 1207             | Похід Лєшка Білого на Русь[джерело?] | Галицько-Волинське князівство | Лешко I Білий Конрад I Мазовецький | Перемога Лешка І Білого |
| 1213             | Галицький похід Лешка Білого | Галицько-Волинське князівство | Лешко I Білий Угорське королівство | Неоднозначні результати - Лєшек не зміг взяти Галич, але розорив кілька міст |
| 1213—1214        | Похід Андрія ІІ на Галич[джерело?] | Галицько-Волинське князівство | Угорське королівство | Угорська перемога - Коломан став князем Галичини |
| 1219—1221        | Галицьке повстання (1219—1221) - Облога Галича (1221) | Галицько-Волинське князівство - Галицькі повстанці - Мстислав Удатний Новгородський - Данило Романович Волинський                                                                                    | Лешко I Білий · Угорське королівство - Андрій II - Коломан Галицький | Українська перемога |
| 1223             | Битва на Калці | Київська Русь - Київське князівство - Галицько-Волинське князівство - Чернігівське князівство - Смоленське князівство - Половецько-кипчацька конфедерація                                            | Монгольська імперія · Бродники | Нищівна поразка Київської Русі - Армії руських князівств і половців здебільшого знищені - Монголи пограбували кілька міст і відступили на схід до Волзька Булгарія, де зазнали поразки в Битва на Самарській дузі. |
| 1227—1238        | Угорсько-романовичська війна в Галичі (Війна за об'єднання Галицько-Волинського князівства) - Битва під Звенигородом (1227) - Облога Галича (1229) - Облога Галича (1230) - Угорці повернули собі Галич (прибл. 1231) - Облога Володимира-Волинського (1232) - Битва під Шумськом (1233) - Облога Галича (1233) - Облога Галича (1237) - Данило завоював Галич (кінець 1238 або початок 1239)                                                                                | Данило Романович - Волинське князівство - За Данила Галич | Угорське королівство - Проугорське Галич | Перемога Данила |
| 1228—1240        | Міжусобна війна на Русі 1228—1240 - Casus belli: смерть Мстислава Мстиславича Удатного (1228) - Облога Кам'янця (1228) - Облога Чернігова (1235) - Битва під Торчеськом (1235) - Облога Кам'янця (1236) - Київський похід Ярослава Всеволодовича (1236) - кінець 1238 (або початок 1239): Данило здобув Галич - взимку (?) 1239–40: Данило завоював Київ | - Волинське князівство - Київське князівство - Смоленське князівство | - Сіверське князівство - Половці | Перемога Данила |
| 1236—1237 - 1236 | Війни між Конрадом І Мазовецьким та Галицько-Волинським князем[джерело?] - Волинський похід Михайла Всеволодовича | Галицько-Волинське князівство | Конрад I Мазовецький | Українська перемога |
| березень 1238    | Битва під Дорогичином | Галицько-Волинське князівство | Добжинський орден | Українська перемога |
| 1237—1241        | Монгольська навала на Русь - весна 1239 — осінь 1240: Похід Батия 1240 року на Русь - 6 грудня 1240: Облога Києва (1240) Батия | Київська Русь - Київ - Галиць-Волин - Владимир-Суздаль - Новгородська республіка - Смоленськ - Туров і Пінськ - Чернігів - Рязань - Переяславль                                                      | Монгольська імперія · Бродники | Вирішальна поразка Київської Русі - Київська Русь знищена - Більшість уцілілих руські князівства стали васалами монгольської Золотої Орди. - У грудні 1245 — січні 1246 року, Данило Галицький підкорився Батию в Сараї. (sub anno 1250 р, Галицько-Волинський літопис) |
| зима—весна 1242  | Вторгнення в Галичину Ростислав Михайлович | Галицько-Волинське князівство | Чернігівське князівство | Руська перемога |
| 17 серпня 1245   | Битва під Ярославом | Галицько-Волинське князівство | Королівство Польське | Руська перемога |
| 10—13 століття   | Русько-ятвязькі війни - 1248 р. Похід Романовичів проти ятвягів | Руські князівства, в першу чергу: - Київське князівство - Волинське князівство | Ятвяги | Неоднозначні результати |
| прибл. 1249—1250 | Похід Романовичів на литовців у Новгородку (sub anno 1254 р, Галицько-Волинський літопис) | Галицько-Волинське князівство · Литовці Товтивіла і Едивида | Литовці Міндовга | Перемога Русі та її союзників |
| 1250s            | Війна між Галицько-Волинською державою та Золотою Ордою - Casus belli: За відмову поновити свої ярлики після приходу до влади 1251 року хана Мунка, Батий відправив каральні експедиції проти Андрія Ярославичаі проти Данила Галицького. - Неврюєва рать проти Андрія (1252) - Куремсина Рать проти Данила (прибл. 1252–1258) - Бурундай змусив Данила відправити свого брата Василька в похід на Литву (1258) - Нашестя Золотої Орди / ультиматум Бурундая (листопад 1259) | Галицько-Волинське князівство - Данило Галицький - Василько Романович Владимиро-Суздальське князівство (1252) - Андрій Ярославич                                                                     | Золота Орда - Батий - Сартак - Куремса - Бурундай | Перемога Золотої Орди - Андрій зазнав поразки і втік (1252) - Данило коронувався на король Русі за підтримки Папа Римський (1253), але запланований хрестовий похід не відбувся - Данило виграв у Куремса (1252–1258) - Данило втік до Польщі та Угорщини (1259) - Василько Романович розібрав антиординські укріплення в Галичі (1259) - Данило відновив підпорядкування Золотій Орді |
| 1280             | Краківський похід Лева Даниловича | Галицько-Волинське князівство | Королівство Польське | Перемога Польщі |
| 1320s            | Битва на річці Ірпінь | Київське князівство - Станіслав Київський - Олег Переяславський † - Роман Брянський - Лев Юрійович †                                                                                                 | Велике князівство Литовське - Гедимін | Литовська перемога. Історичність цієї битви ставиться під сумнів. |
| 1340—1392        | Війна за галицько-волинську спадщину | Галицько-Волинське князівство | Королівство Польське · Велике князівство Литовське | Польсько-литовська перемога - Галицько-Волинське князівство припинило своє існування; руська шляхта продовжувала розвиватися, а Руське право мало великий вплив на Литовські Статути. - Волинь увійшла до складу Литви - Галичина у складі Корона Королівства Польського, з 1434 року як Руське воєводство.                                                                            |

## Дивіться також
- Військо Русі
- Війна за об'єднання Галицько-Волинського князівства
- Список війн за участю Монголії
- Список війн за участю Польщі
- Список війн за участю Білорусі
- Список війн за участю Росії
- Список війн за участю України

### Першоджерела
- Галицько-Волинський літопис (прибл. 1292)
  - Perfecky, George A. (1973). The Hypatian Codex Part Two: The Galician–Volynian Chronicle. An annotated translation by George A. Perfecky. Munich: Wilhelm Fink Verlag. OCLC 902306.